# Pino III Ordelaffi
Pino III Ordelaffi (11 de març de 1440-1480) fou fill d'Antoni I Ordelaffi. Va succeir al seu pare a la senyoria de Forlì el 1448, sota regència de la seva mare Caterina Rangoni i des del 1449 de la del seu oncle matern Ugo Rangoni al que va expulsar el 1454. Va governar conjuntament amb son germà Francesc IV Ordelaffi, però aquest era preeminent. Es va casar en primeres noces (16 de maig de 1462, però estava promesa des del 1451 quant tenia 7 anys) amb Bàrbara Manfredi (Faenza 3 d'abril de 1444-Forlì 7 d'octubre de 1466, a la que va enverinar) i en segones noces amb Zaffira Manfredi (morta també possiblement enverinada el 1473) i en terceres amb Lucrècia Pico della Mirandola. El 1463 es va posar malalt i es va sospitar d'un enverinament per part del seu germà Francesc IV Ordelaffi, però es va recuperar; el 1466 va tornar a posar-se malalt i Pino va sospitar de la seva dona i la va enverinar a ella; el mateix va passar amb la segona dona. Va assolir la senyoria de Forlì aquell any a la mort del seu germà i va rebre el suport de Venècia. Enemistat amb la branca dels Manfredi de Faenza es va aliar amb els Manfredi d'Imola. Es creu que la segona dona Zaffira també va morir enverinada i que fou la tercera dona la que el va matar el 1480. El va succeir el seu jove fill Sinibald II Ordelaffi.